# Горгонопс
Горгонопс (лат. Gorgonops) — род хищных терапсид, представитель отряда горгонопсов. Первый из описанных горгонопсов, типовой вид Gorgonops torvus выделен Р. Оуэном в 1876 году на основании неполного черепа из свиты Бофорт Южной Африки. Позднее было описано ещё несколько видов, преимущественно по остаткам черепов.

## История открытия
Голотип типового вида, Gorgonops torvus, был в 1876 году одним из первых описанных Ричардом Оуэном терапсид, который также придумал название Dinosauria на основе первых известных динозавровых окаменелостей. Gorgonops torvus также использовался как типовой вид, для которого Ричард Лидеккер описал семейство в 1890 году. Пять лет спустя, в 1895 году, Гарри Говье Сили использовал этот род для создания группы в целом. В более поздние годы было обозначено большое количество других видов и родов, некоторые из которых в дальнейшем признаны синонимичными к горгонопсу.
С момента публикации в Sigogneau-Russell (1989), бассейн Karoo (группа Бофорта). Согласно Smith и Keyser 1995, горгонопс известен зоны из Tropidostoma и большинства зон Cistecephalus.

## Описание
Это горгонопсия средних размеров, с черепом от 20 до 35 см длиной. Особенность рода — уплощённый череп и широкие скуловые дуги. Мощные резцы, саблевидные клыки, число заклыковых зубов верхней челюсти резко сокращено (у типового вида — от одной до четырёх пар).
Обычно Gorgonops изображают наземным хищником, но близкий род зухогоргон со сходными пропорциями черепа мог быть полуводным. Такой образ жизни могли вести и различные виды рода горгонопс.
Горгонопы были одними из ключевых хищников в южной части Африки во время поздней перми, потому что клыки были такими большими, что у них не было бы проблем с разделыванием жестких шкур некоторых травоядных животных того времени, особенно парейазавров, таких как Bradysaurus. Помимо зубов, одним из ключевых хищных преимуществ, которые имели горгонопы перед добычей, было то, что ноги поддерживали тело снизу, а не расходились в стороны, как у большинства хищных животных того времени. Помимо обеспечения более энергоэффективного передвижения, ноги также позволили бы намного более быстрый темп. Однако на каких животных охотились, зависит от размера отдельных горгонопов, и между видами существовали довольно широкие различия в размерах.

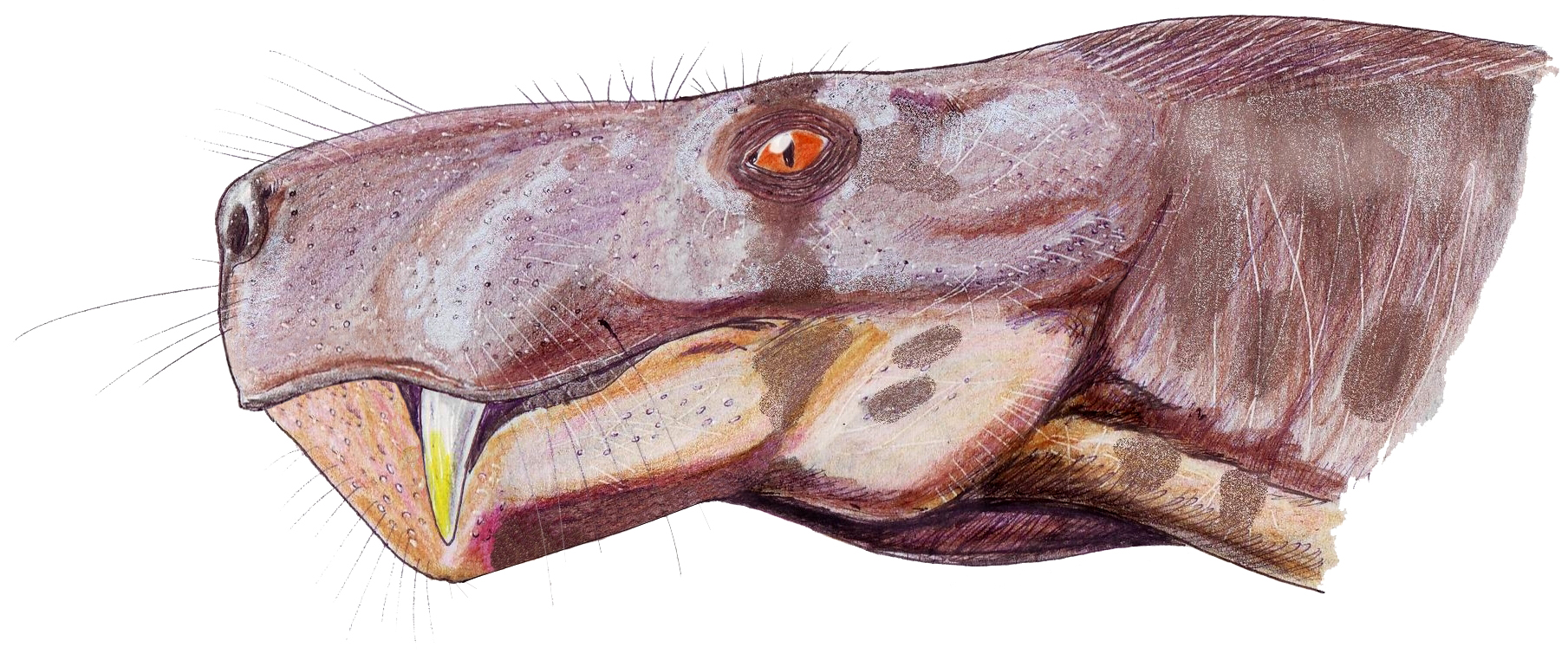
Голова Gorgonops torvus

## Виды
Признаются валидными следующие виды:
- Gorgonops torvus (Оуэн, 1876) — типовой вид, длина черепа около 20 см. Происходит из зон Tropidostoma — Cistecephalus поздней перми Южной Африки.
- Gorgonops longifrons (Haughton, 1915) — из одновозрастных отложений, длина черепа до 35 см. Может быть синонимом типового вида.
- Gorgonops whaitsi (Broom, 1912) — крупнее типового вида, исходно относился к роду Scymnognathus. Также происходит из зон Tropidostoma — Cistecephalus. Известен полный скелет, животное довольно тяжёлого телосложения с длинным массивным черепом.
- Gorgonops dixeyi (Haughton, 1926) — из слоёв Чивета в Ньясаленде (ныне Малави). Крупный вид с уплощённым черепом. Часто выделяется в особый род Chiwetasaurus. По возрасту, вероятно, соответствует зоне Cistecephalus.
- Gorgonops kaiseri (Broili & Schroeder, 1934) — крупный вид с длиной черепа 35 см. Череп выше и уже, чем у других видов. Древнее других видов рода — происходит из зоны Pristerognathus. Ранее выделялся в особый род Pachyrhinos.
- Gorgonops eupachygnathus (Watson, 1921). Описан по неполному черепу небольших размеров, может быть молодой особью типового вида.